# Дылым
Дылы́м (авар. Дилим) — село (аул) в Дагестане, центр Казбековского района.
Образует муниципальное образование село Дылым со статусом сельского поселения как единственный населённый пункт в его составе.

## Географическое положение
Село расположено в 108 км к западу от Махачкалы. Ближайшая железнодорожная станция находится в Хасавюрте, в 22 км севернее. К югу от села протекает река Цебетар (Саласу).

## История
Во второй половине XVIII века (1770-е гг.) немецкий исследователь И. А. Гюльденштедт указал Дылым среди общего числа собственно кистинских селений.
С 1930 года — районный центр Казбековского района.
Б. Г. Алиев сообщает, что название селения Дылым чеченского происхождения и означает «язык» — село по форме напоминает вытянутый язык. В одно время здесь жили и ногайцы. Из-за постоянных нападений со стороны чеченцев ногайцы оставили селение. После ухода ногайцев в село переселились два брата и сестра из селения Согратль ныне Гунибского района купили землю у чеченцев и обосновались в этих местах.
От первых поселенцев образовались три тухума: От чеченцев билиттайпа, от согратлинцев будунисилал, от буртунайцев кеженисел.
Согласно данным Гашимова Ч. М., кандидата исторических наук, основателями Дылыма считаются аварец Бритал и его двоюродный брат чеченец Чугурлан.
Согласно этой версии из Салатавии тетя Бритала вышла замуж за чеченца (сын Чугур-лана). Бритал пошел в Чечню за своим родственником Чугурланом из-за кровной мести, и они из двух семейств основали селение Дылым.
До Кавказской войны Дылым три раза разрушалось. И для его укрепления в село были приняты переселенцы из сёл Миатлы, Зубутли, Буртунай и Хубар.
В конце августа Шамиль выехал из чеченского Дарго на селение Дылым, куда также стягивались конные и пешие чеченцы и жители других сопредельных народов.
Первая мечеть в селении Дылым была построена только в период правления имама Шамиля.

## Население
| 1889  | 1926  | 1939  | 1959    | 1970    | 1979  | 1989  |
| ----- | ----- | ----- | ------- | ------- | ----- | ----- |
| 1104  | ↗1159 | ↗1849 | ↗2141   | ↗3889   | ↗4883 | ↗5110 |
| 2002  | 2008  | 2010  | 2012    | 2013    | 2014  | 2015  |
| ↗7537 | ↗7735 | ↗8640 | ↗8833   | ↗9043   | ↗9222 | ↗9378 |
| 2016  | 2017  | 2018  | 2019    | 2020    | 2021  | 2023  |
| ↗9552 | ↗9721 | ↗9834 | ↗10 014 | ↗10 111 | ↘9731 | ↗9882 |
| 2024  |       |       |         |         |       |       |
| ↗9998 |       |       |         |         |       |       |

По переписи 2002 года в селе проживает 7537 человека. Из которых абсолютное большинство (99,1 %) составляют аварцы.
Также проживают:
- кумыки — 20 чел. (0,3 %)
- русские — 13 чел. (0,2 %)
- даргинцы — 10 чел. (0,1 %)
- чеченцы — 9 чел. (0,1 %)
- лакцы — 9 чел. (0,1 %)
- прочие — 7 чел. (0,1 %)[27]

## Галерея

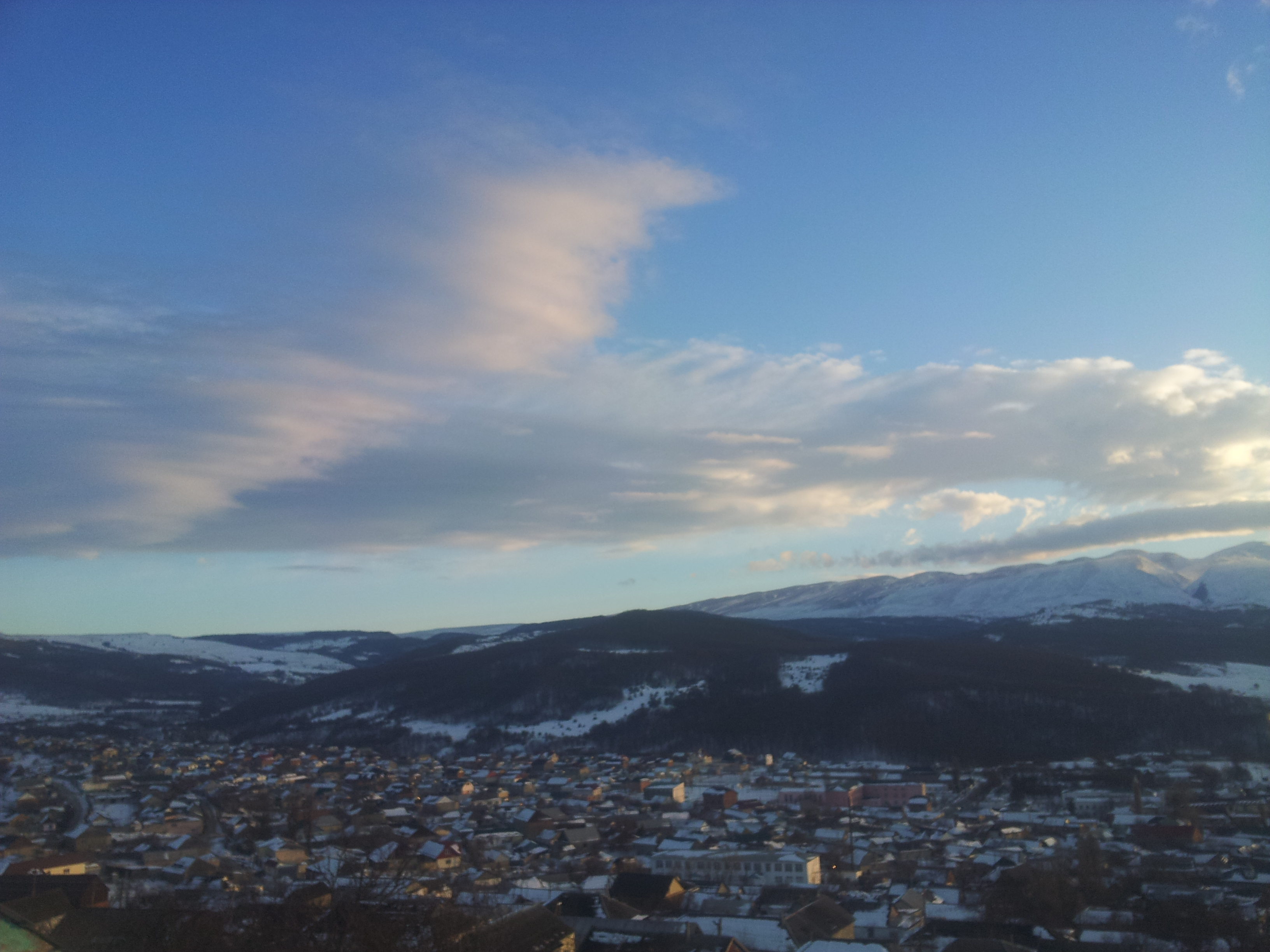
Дылым
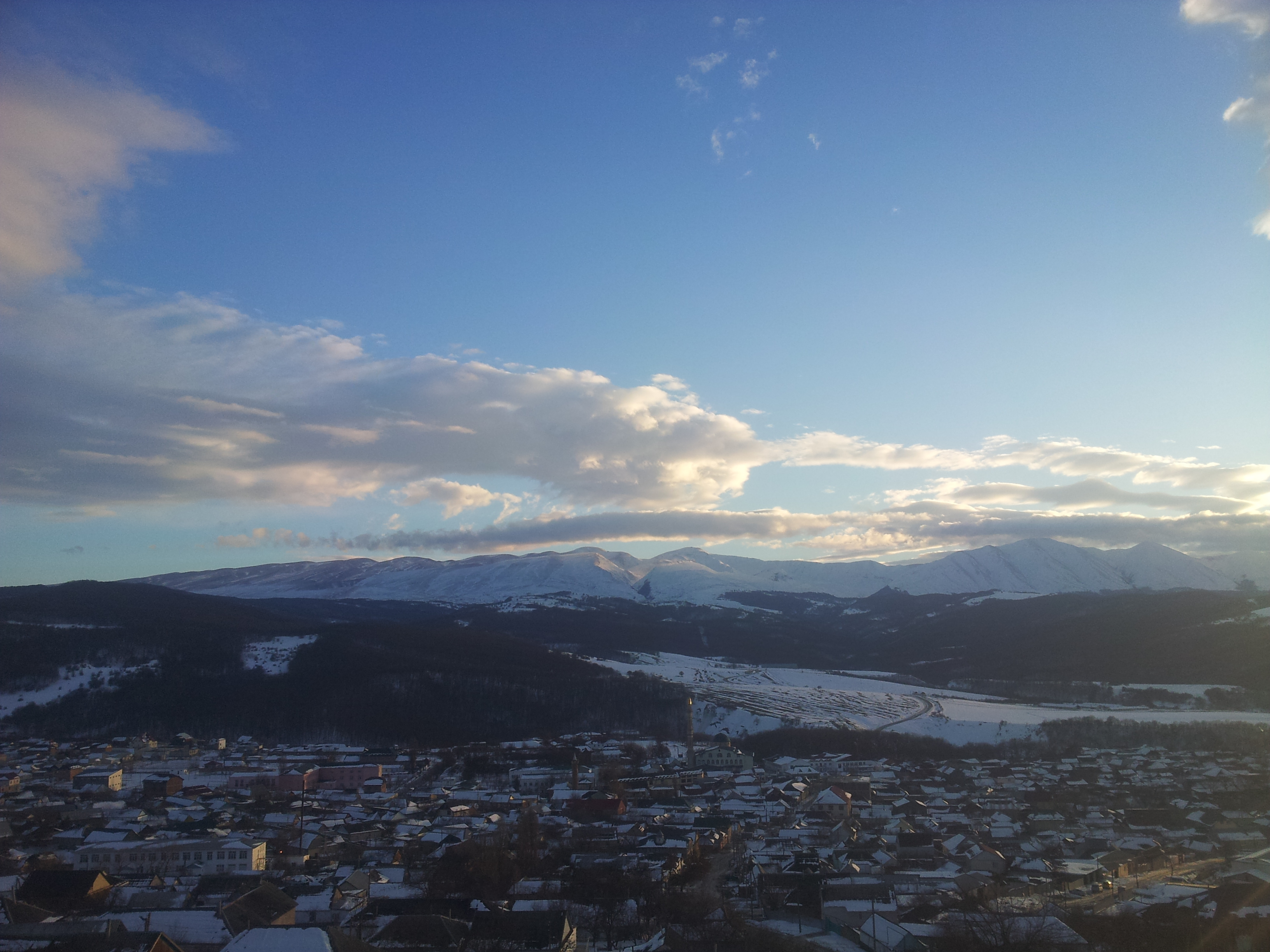
Дылым
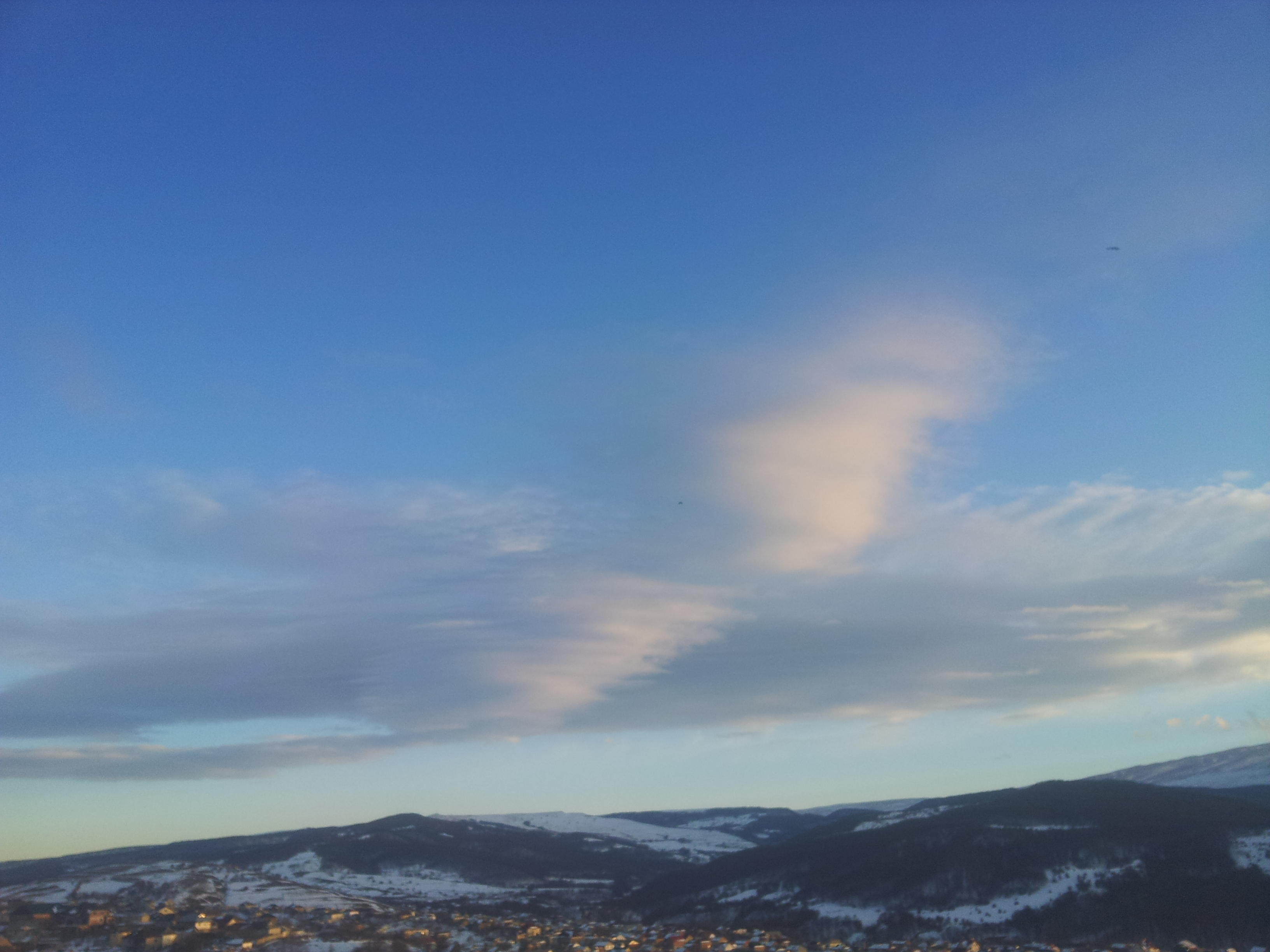
Дылым
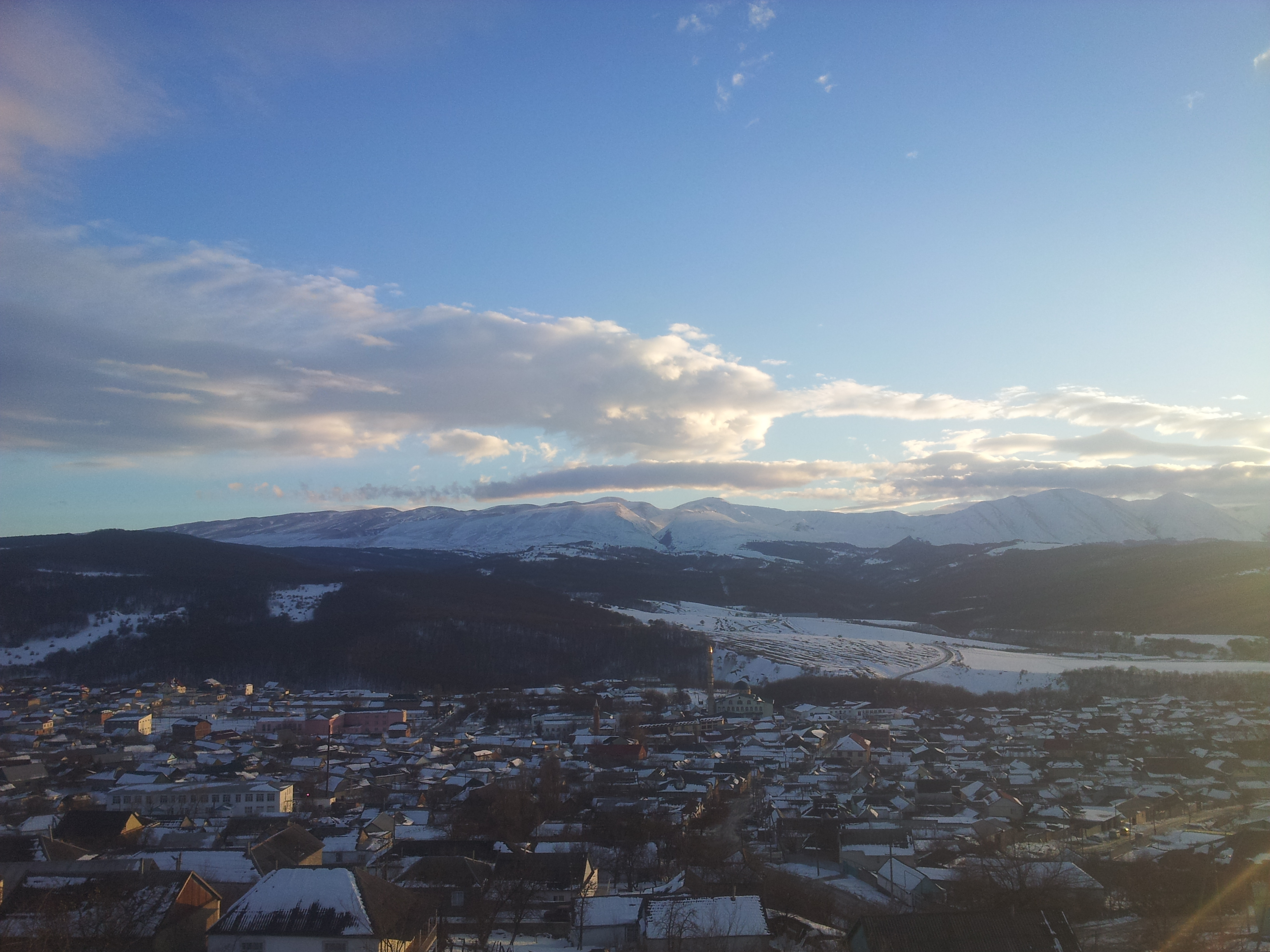
Дылым
Въезд в Дылым со стороны Буртуная
Въезд в Дылым со стороны Буртуная
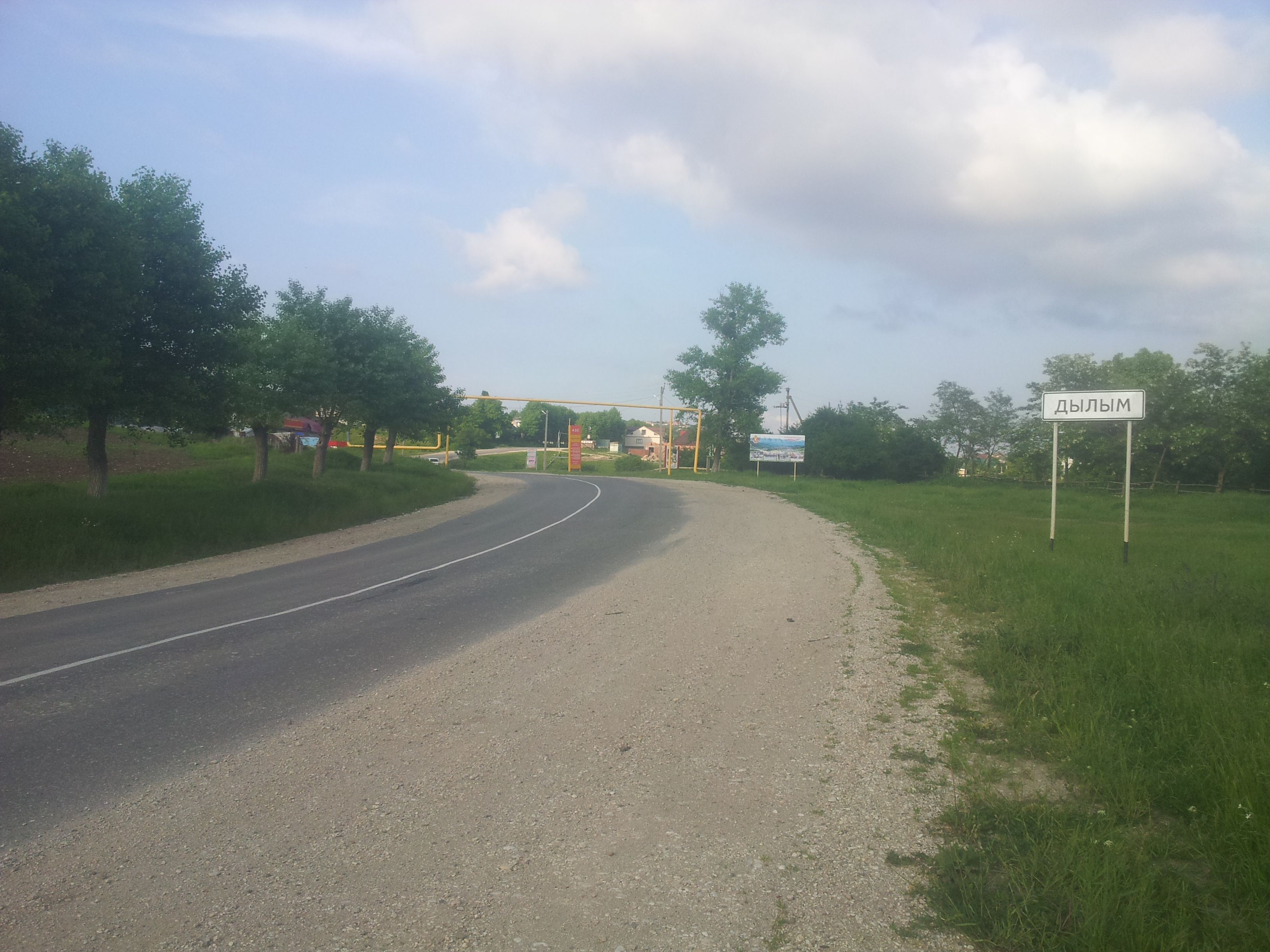
Въезд в Дылым со стороны Хасавюрта
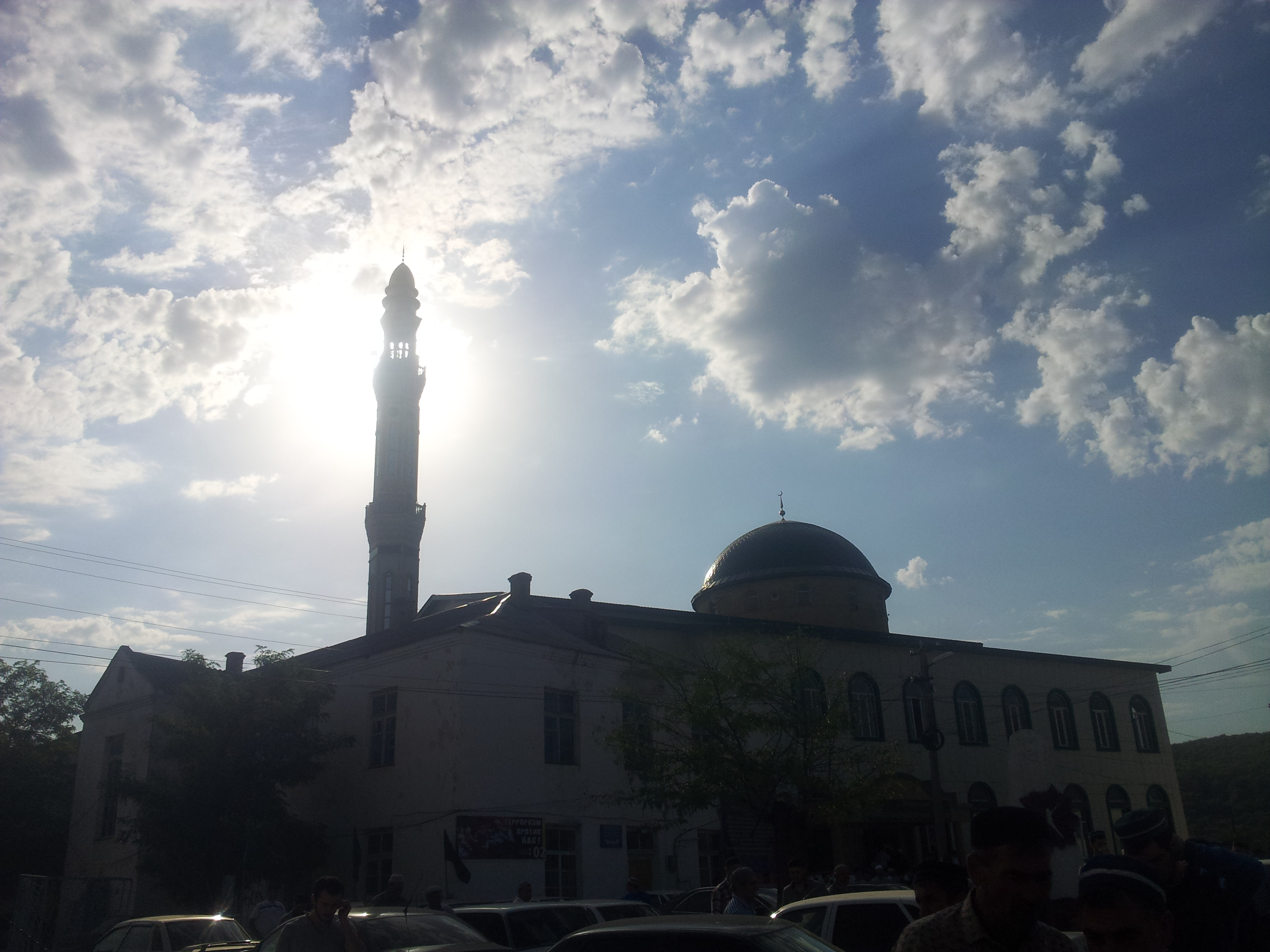
Дылым